# Didogobius schlieweni
Didogobius schlieweni (лат.) — вид рыб из семейства бычковых (Gobiidae). Встречается исключительно в Адриатическом море. Морская субтропическая демерсальная рыба.